# Öffentliche Aufforderung zu Straftaten
Die öffentliche Aufforderung zu Straftaten ist in Deutschland gemäß § 111 Strafgesetzbuch strafbar.

## Wortlaut
Der Wortlaut des § 111 Strafgesetzbuch lautet:

## Tatbestand
Eine Aufforderung im Sinne des § 111 Abs. 1 StGB erfordert eine – zumindest konkludente – Kundgebung, die den Willen des Täters zu erkennen gibt, von dem oder den Aufgeforderten ein bestimmtes kriminelles Tun oder Unterlassen zu verlangen. Nach Rechtsprechung des Bundesgerichtshofs reichen hierzu bloße politische Unmutsäußerungen oder Provokationen ebenso wenig aus wie das einfache Befürworten von Straftaten oder diesbezügliche Meinungsäußerungen, selbst wenn sie bei einigen in Frage kommenden Personen Pläne für eine Straftat auslösen. Erforderlich ist vielmehr eine darüber hinausgehende bewusst finale Einwirkung auf andere mit dem Ziel, in ihnen den Entschluss zu bestimmten strafbaren Handlungen hervorzurufen.
Es reicht nicht aus, dass durch befürwortende Erklärungen oder sogar berechnende Stimmungsmache ein psychisches Klima geschaffen wird, in dem Straftaten gedeihen können; erforderlich ist darüber hinaus das einer Aufforderung wesenseigene Element einer offenen und gezielten Einflussnahme auf die Willensentschließung Dritter.

## Beispiele
Nach dem Kindsmord in Emden 2012 nahm die Polizei einen 17-Jährigen als Tatverdächtigen fest. Drei Tage später ließ sie ihn wieder frei, nachdem seine Unschuld feststand. Ein 18-Jähriger hatte auf Facebook zuvor dazu aufgerufen, die Polizeistation zu stürmen, um den Verdächtigten nach eigenem Ermessen zu „bestrafen“. Wenig später hatten sich bis zu 50 Menschen vor der Wache versammelt, um die Herausgabe des vorläufig Festgenommenen zu verlangen und diesem Selbstjustiz, namentlich Folter und Tod, anzudrohen. Zu Übergriffen war es nicht gekommen. Der geständige Aufrufende wurde wegen Aufforderung zu einer Straftat zu zwei Wochen Jugendarrest und einer Verwarnung verurteilt, ein an dem Aufruf zur Selbstjustiz  beteiligter geständiger 19-Jähriger ebenfalls wegen Aufrufs zu einer Straftat zu zwei Wochen Jugendarrest.